# 네오마이신
네오마이신(Neomycin)은 그람 음성 호기성 간균강과, 아직 저항이 유발되지 않은 일부 비호기성 간균강에 대한 살균 활동을 보이는 아미노글리코사이드 항생 물질이다. 그람 양성 간균강과 비호기성 그램 음성 간균강에 대해서는 대체로 효력이 없다. 네오마이신은 크림, 연고, 점안액 등에서 구강 및 국부 투여로 이루어진다. 네오마이신은 아미노글리코사이드 계열의 항생물질에 속한다.
네오마이신은 1949년 셀먼 에이브러햄 왁스먼과 그의 럿거스 대학교의 제자 Hubert Lechevalier에 의해 발견되었다. 네오마이신은 1952년 의료용으로 승인되었다. 1957년 특허가 럿거스 대학교에 수여되었다.